# 小花三色堇
小花三色堇或小三色堇（学名：Viola × williamsii）是堇菜科堇菜属的一个园艺杂交种，最初由角堇菜和大花三色堇杂交形成。 由于大花三色堇是由三色堇、阿尔泰堇菜和黄堇菜杂交形成，因此小花三色堇是角堇菜、三色堇、黄堇菜、阿尔泰堇菜的杂交种。小花三色堇也与黄堇菜、大花三色堇进行过杂交，根据《国际藻类、真菌、植物命名法规》对杂交种的相关规定，这些回交产生的后代也属于小花三色堇。
园艺行业一般将小花三色堇称为角堇，因而容易与原种角堇菜混淆。由于气味香甜，在台湾常被误称为“香堇菜”，但小花三色堇和真正的香堇菜相去甚远。
与角堇菜相比，小花三色堇的花往往是杂色，并且花瓣更圆，侧瓣向外或向上，托叶分裂更深；与大花三色堇相比，花朵更小，并且至少符合以下三点中的一点：寿命更长、花更香、距更长。
小花三色堇染色体数为2n = 22–26。

## 图集

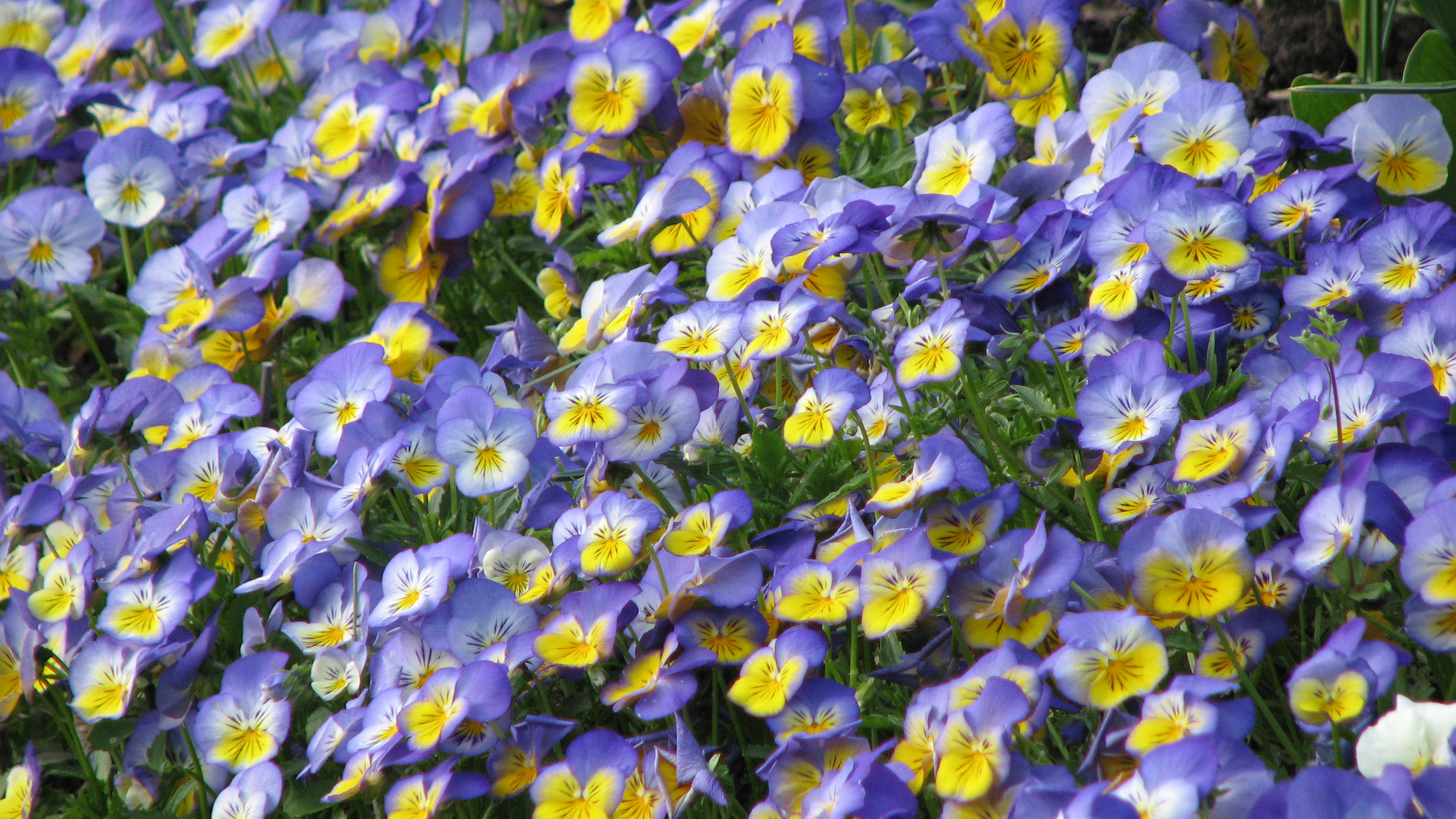
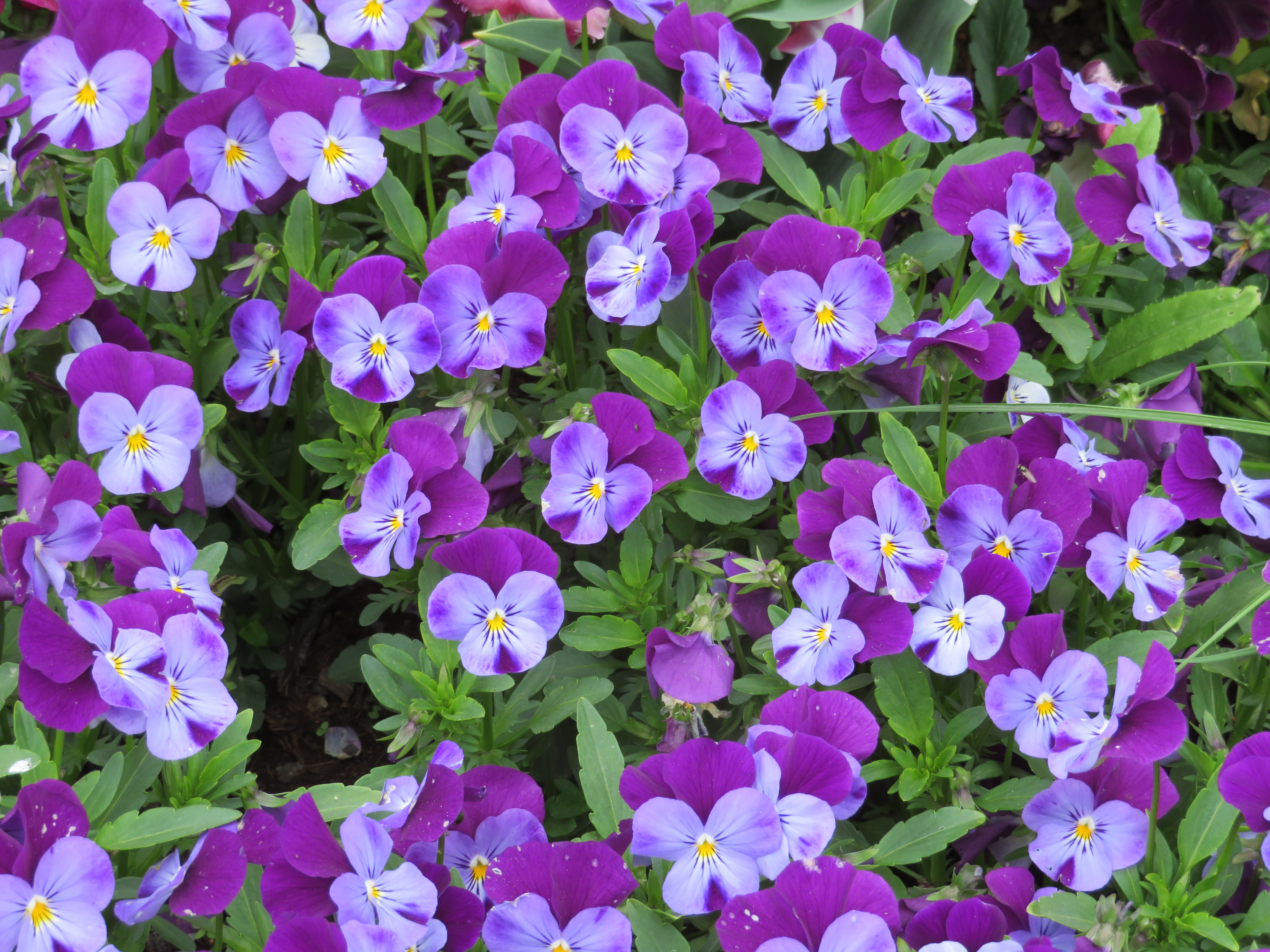
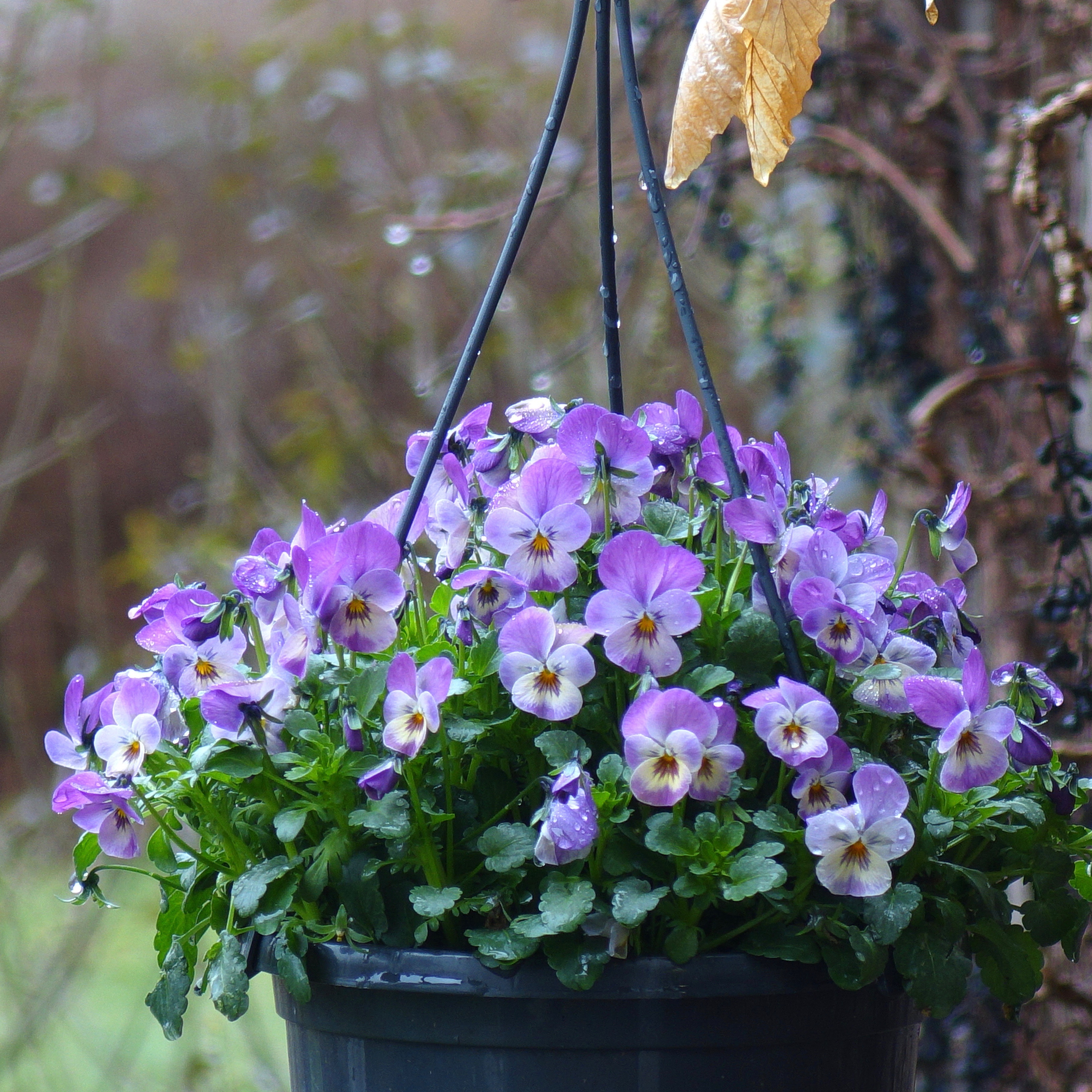
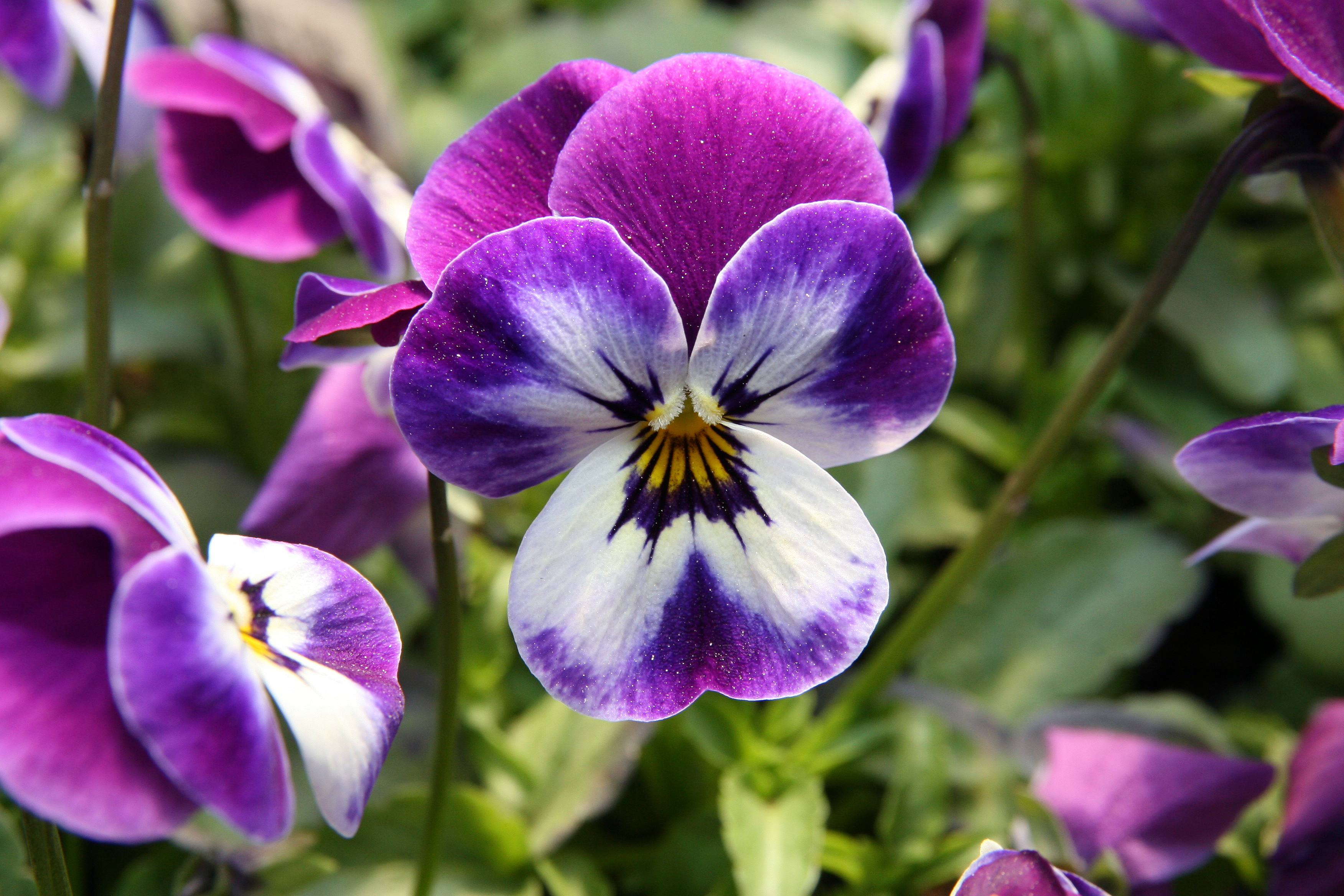
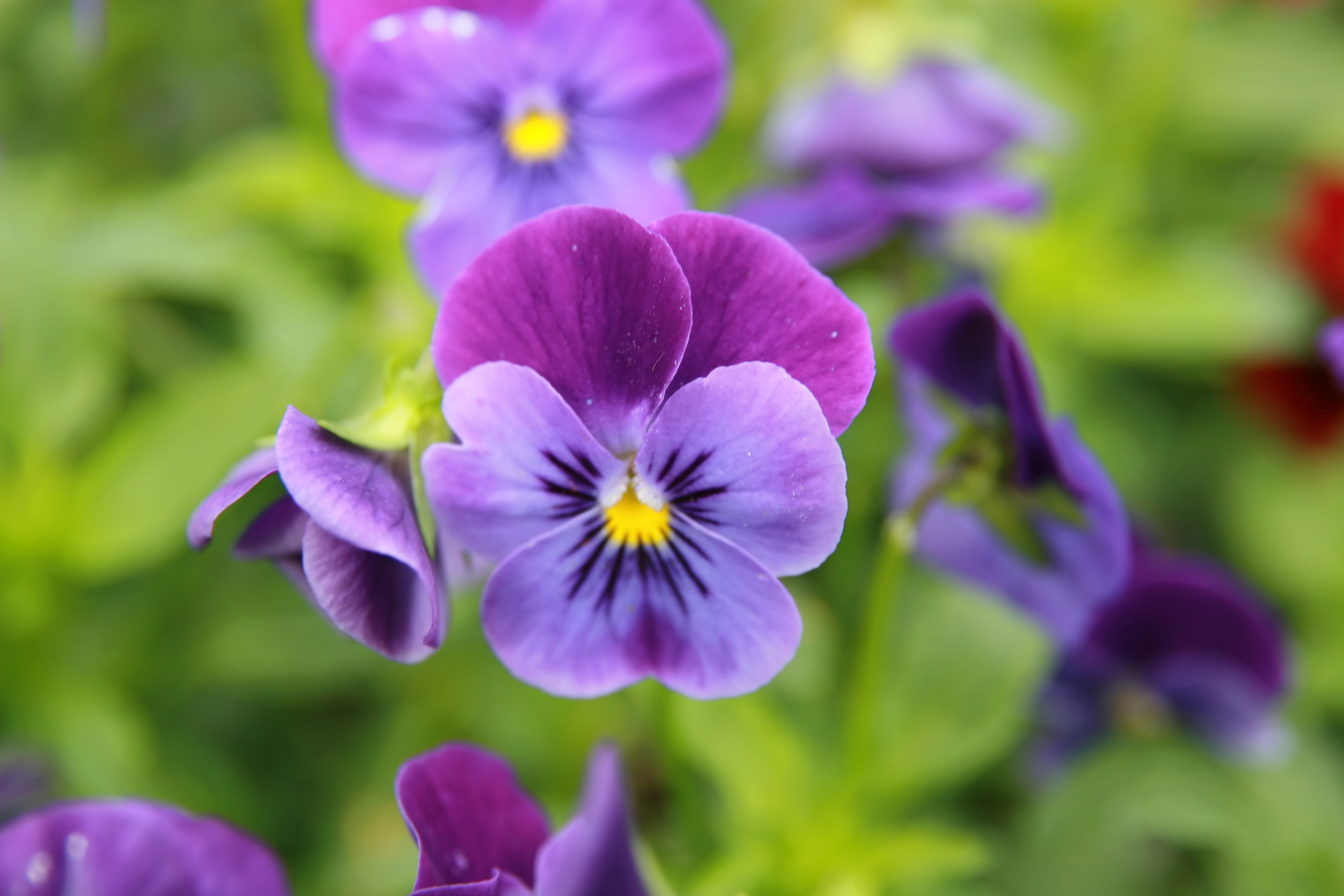
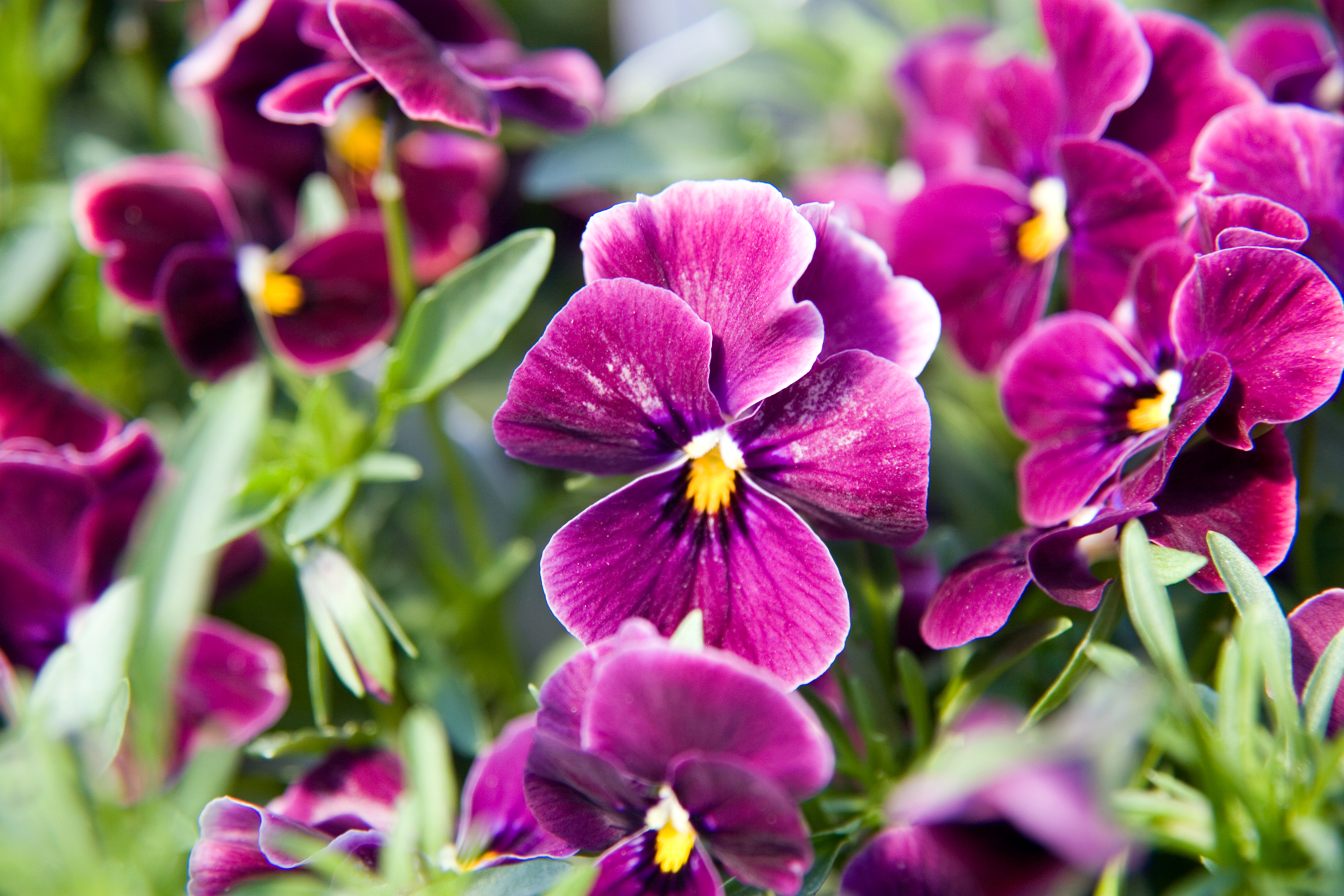
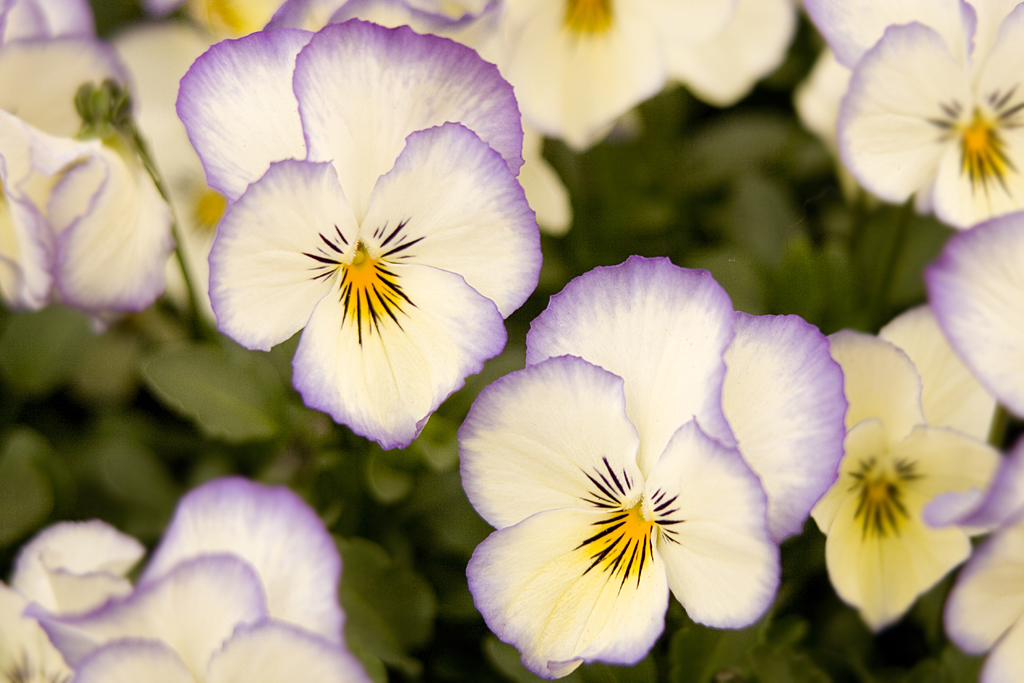
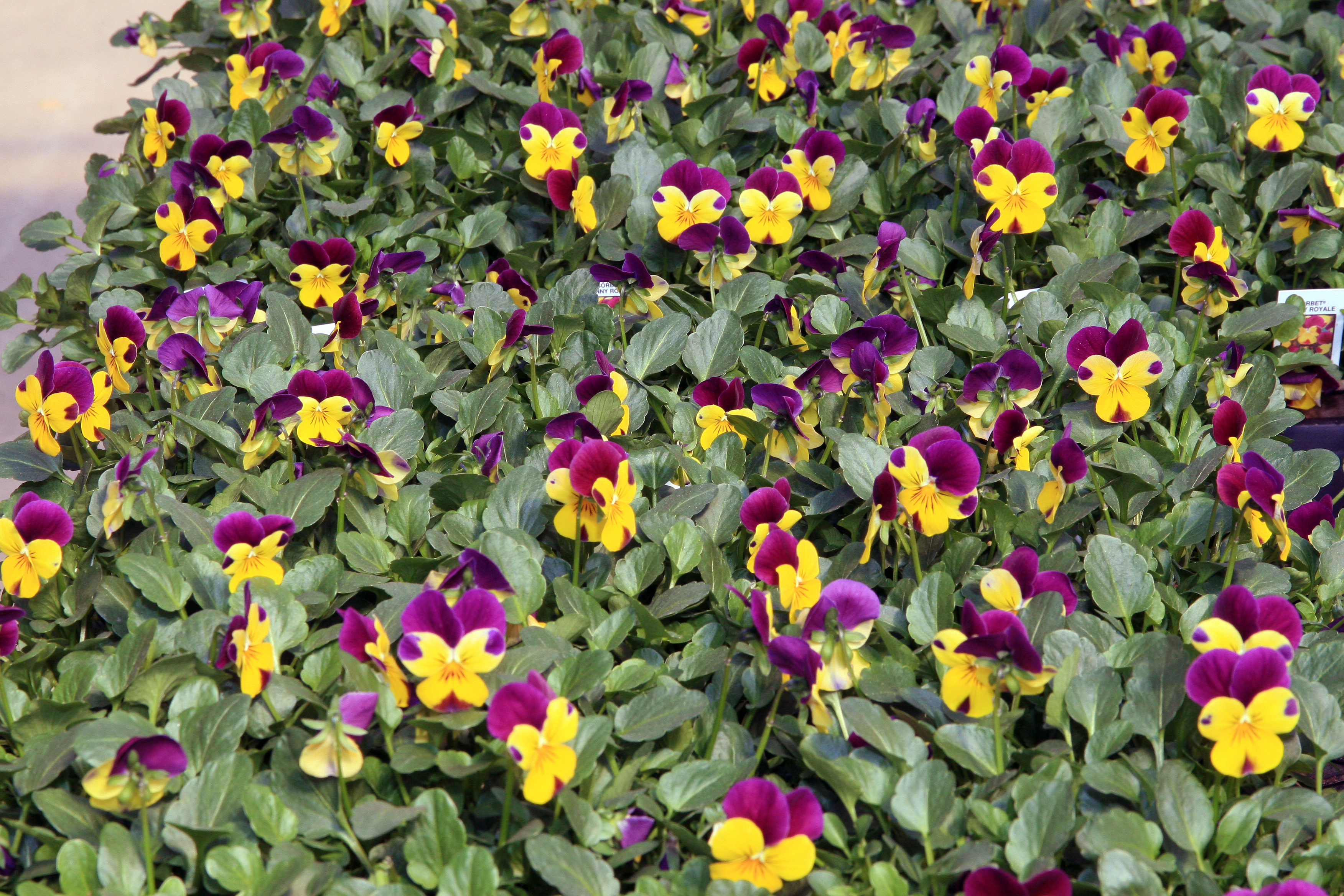
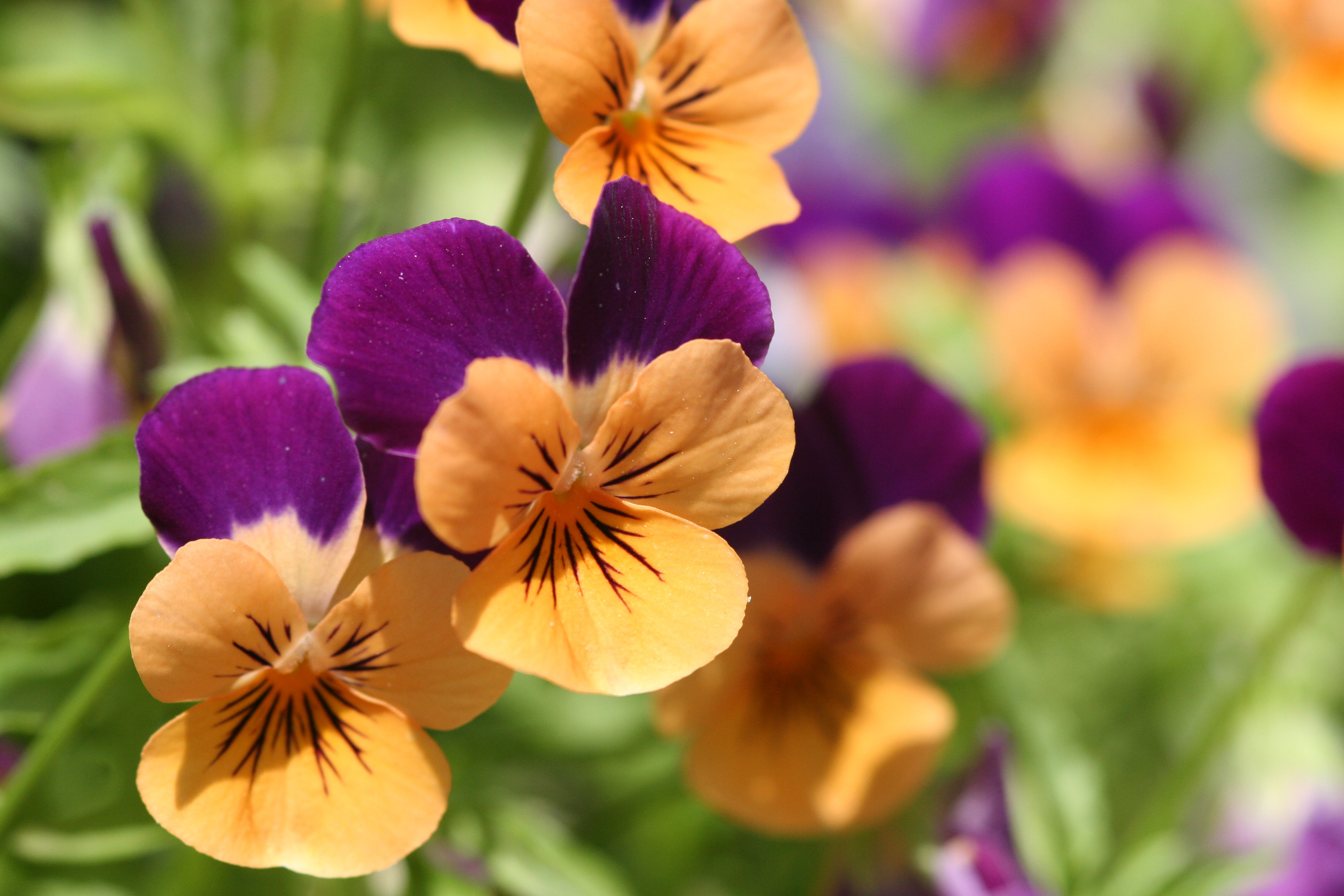
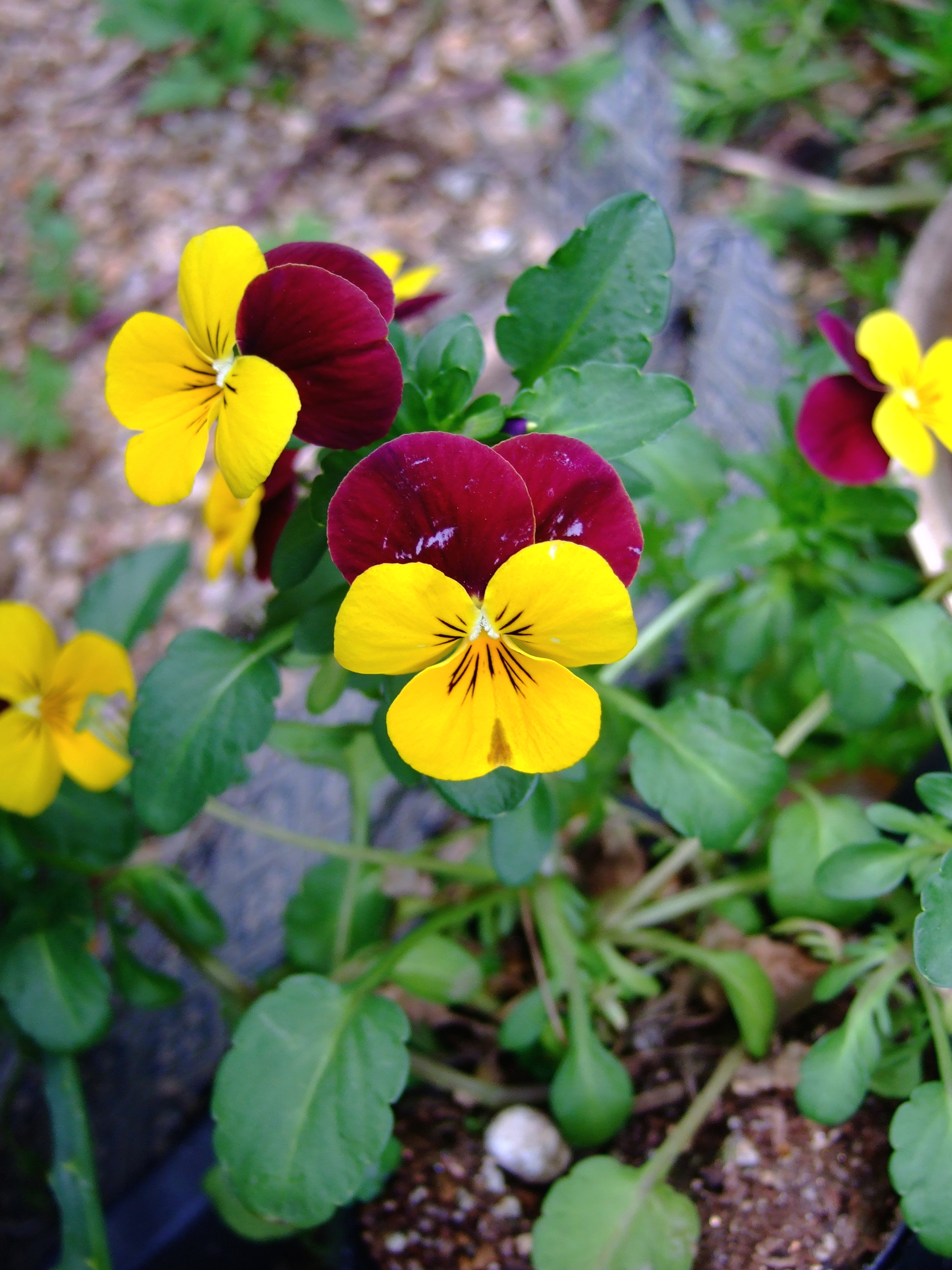
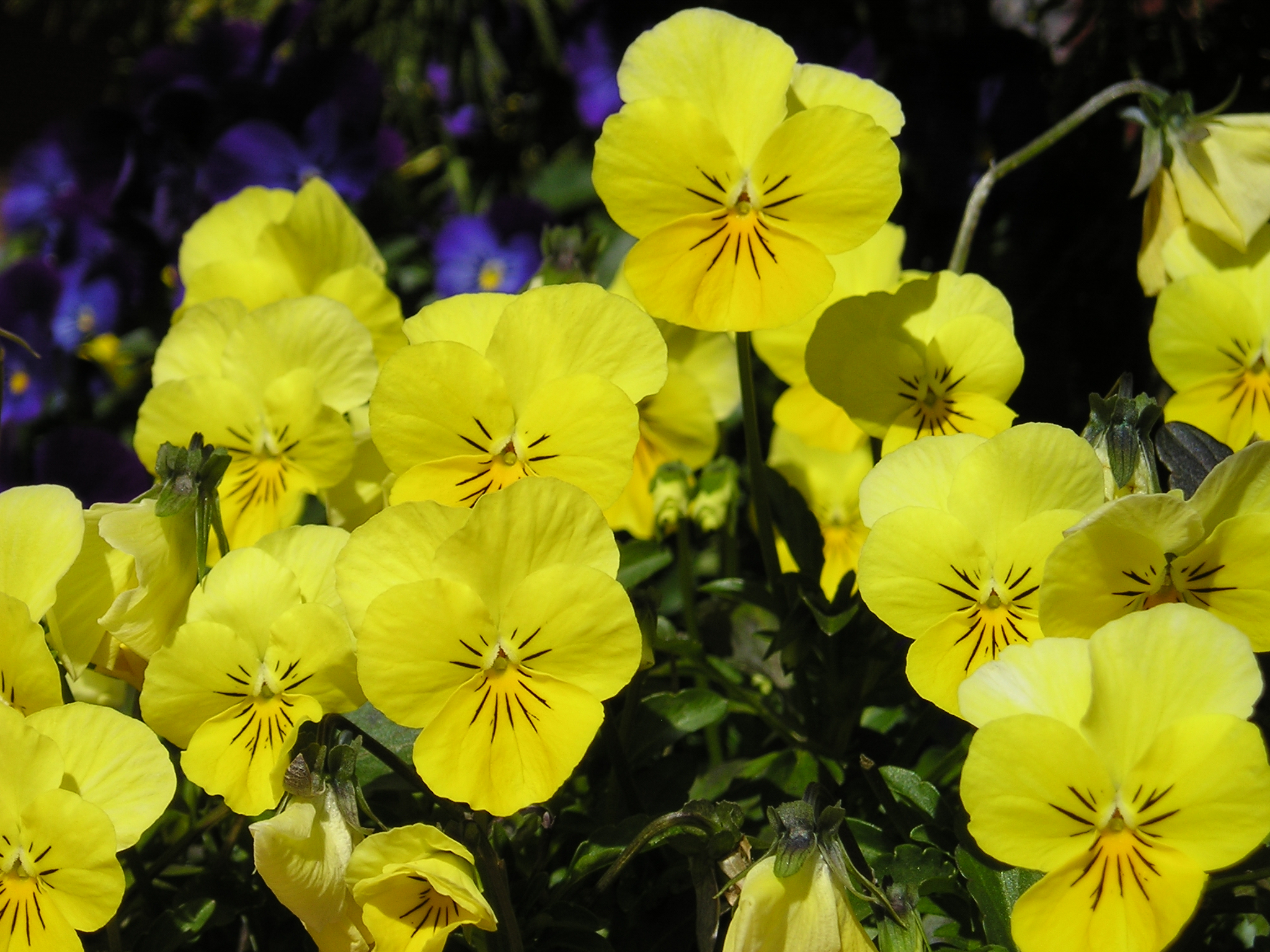
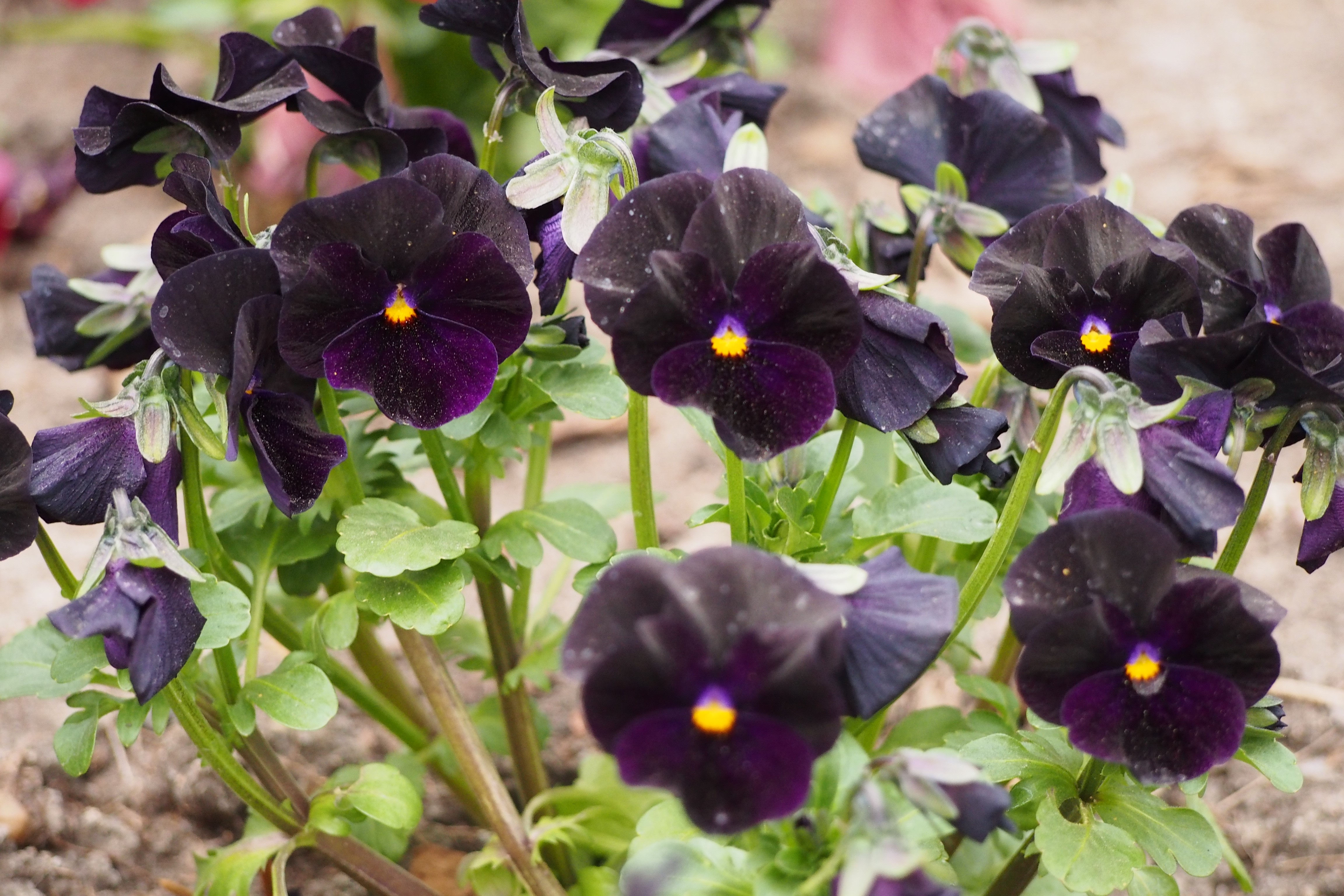